# 卡通頻道HD+ (印度)
卡通頻道HD+（英語：Cartoon Network HD+，縮寫：CN HD+）是印度有線電視頻道和衛星電視頻道，主要以印地語、泰米爾語和泰盧固語以及英語播放動畫系列節目。該頻道由華納兄弟探索公司的國際部門經營，於2018年4月15日推出，是印度卡通頻道的高畫質頻道。該頻道除在印度提供，在鄰國也能收看。

## 頻道歷史
華納兄弟探索公司（印度）宣布推出卡通頻道高畫質電視頻道，該頻道將命名為Cartoon Network HD+（卡通頻道HD+）。
2018年4月17日，除了英語之外，泰米爾語和泰盧固語音軌也被添加到卡通頻道HD+中。卡通網路標清頻道早期播出的節目如《熊熊遇見你》、《飛天小女警》等也以印地語、泰米爾語和泰盧固語播出。
2021年，除了SD標準畫質頻道外，Cartoon Network HD+ 偶爾也會播出幾部 Ben 10，例如《Ben 10勇闖宇宙大電影》。
2022年3月30日，標準畫質和高畫質頻道開始隨亞洲各區頻道啟用「世界由我創 Redraw Your World」頻道品牌。

## 常用連結
- 卡通頻道 印度（Cartoon Network India）官方網站 （页面存档备份，存于）
- 卡通頻道 印度（Cartoon Network India）Youtube 官方頻道